# 2012-es IIHF divízió II-es jégkorong-világbajnokság
A 2012-es IIHF divízió II-es jégkorong-világbajnokság A csoportját április 12. és 18. között Reykjavíkban, Izlandon, a B csoportját április 2. és 8. között Szófiában, Bulgáriában rendezték.

## Résztvevők
A világbajnokságon az alábbi 6–6 válogatott vett részt.
A csoport
| Csapat        | Kvalifikáció módja                                                   |
| ------------- | -------------------------------------------------------------------- |
| Spanyolország | Előző évben a divízió I A csoportjának 5. helyén végzett és kiesett. |
| Észtország    | Előző évben a divízió I B csoportjának 6. helyén végzett és kiesett. |
| Új-Zéland     | Előző évben a divízió II A csoportjának 2. helyén végzett.           |
| Horvátország  | Előző évben a divízió II B csoportjának 2. helyén végzett.           |
| Szerbia       | Előző évben a divízió II A csoportjának 3. helyén végzett.           |
| Izland        | Rendező, előző évben a divízió II B csoportjának 3. helyén végzett.  |

B csoport
| Csapat                  | Kvalifikáció módja                                                    |
| ----------------------- | --------------------------------------------------------------------- |
| Belgium                 | Előző évben a divízió II A csoportjának 4. helyén végzett és kiesett. |
| Kína                    | Előző évben a divízió II B csoportjának 4. helyén végzett és kiesett. |
| Mexikó                  | Előző évben a divízió II A csoportjának 5. helyén végzett.            |
| Bulgária                | Rendező, előző évben a divízió II B csoportjának 5. helyén végzett.   |
| Izrael                  | Előző évben a divízió III 1. helyén végzett és feljutott.             |
| Dél-afrikai Köztársaság | Előző évben a divízió III 2. helyén végzett és feljutott.             |

## Eredmények
A mérkőzések kezdési időpontjai helyi idő szerint vannak feltüntetve.

### A csoport
| Jelmagyarázat               |
| --------------------------- |
| Feljutott a divízió I B-be. |
| Kiesett a divízió II B-be.  |

| Nemzet        | M | Gy | HGy | HV | V | G+ | G- | Gk  | P  |
| ------------- | - | -- | --- | -- | - | -- | -- | --- | -- |
| Észtország    | 5 | 5  | 0   | 0  | 0 | 39 | 11 | +28 | 15 |
| Spanyolország | 5 | 4  | 0   | 0  | 1 | 21 | 9  | +12 | 12 |
| Horvátország  | 5 | 3  | 0   | 0  | 2 | 27 | 13 | +14 | 9  |
| Izland        | 5 | 2  | 0   | 0  | 3 | 12 | 19 | –7  | 6  |
| Szerbia       | 5 | 1  | 0   | 0  | 4 | 27 | 20 | +7  | 3  |
| Új-Zéland     | 5 | 0  | 0   | 0  | 5 | 5  | 59 | –54 | 0  |

| 2012. április 12. 13:00 | Horvátország | 2–3 (0–0, 1–1, 1–2) | Spanyolország | Laugardalur Arena, Reykjavík Nézőszám: 184 |

| Jegyzőkönyv | Jegyzőkönyv      | Jegyzőkönyv                  | Jegyzőkönyv   | Jegyzőkönyv                                                |
| --- | ---------------- | ---------------------------- | ------------- | ---------------------------------------------------------- |
| | Mate Tomljenović | Kapusok                      | Ander Alcaine | Játékvezető: Chris Deweerdt Vonalbírók: Cao Jian Jos Korte |
| \| K. Macaulay (M. Sertić) (PP) – 27:02 \| 1–0 \| \| \| \| 1–1 \| 37:24 – C. Quevedo \| \| I. Šijan (PP) – 54:04 \| 2–1 \| \| \| \| 2–2 \| 56:09 – P. Muñoz \| \| \| 2–3 \| 59:57 – J. Muñoz (A. Pedraz) \| |                  |                              |               | Játékvezető: Chris Deweerdt Vonalbírók: Cao Jian Jos Korte |
| 8 perc | Büntetések       | 8 perc                       |               | Játékvezető: Chris Deweerdt Vonalbírók: Cao Jian Jos Korte |
| 42 | Lövések          | 26                           |               | Játékvezető: Chris Deweerdt Vonalbírók: Cao Jian Jos Korte |
| K. Macaulay (M. Sertić) (PP) – 27:02 | 1–0              |                              |               | Játékvezető: Chris Deweerdt Vonalbírók: Cao Jian Jos Korte |
| | 1–1              | 37:24 – C. Quevedo           |               | Játékvezető: Chris Deweerdt Vonalbírók: Cao Jian Jos Korte |
| I. Šijan (PP) – 54:04 | 2–1              |                              |               | Játékvezető: Chris Deweerdt Vonalbírók: Cao Jian Jos Korte |
| | 2–2              | 56:09 – P. Muñoz             |               |                                                            |
| | 2–3              | 59:57 – J. Muñoz (A. Pedraz) |               |                                                            |

| 2012. április 12. 16:30 | Észtország | 5–2 (1–2, 3–0, 1–0) | Szerbia | Laugardalur Arena, Reykjavík Nézőszám: 208 |

| Jegyzőkönyv | Jegyzőkönyv           | Jegyzőkönyv                           | Jegyzőkönyv   | Jegyzőkönyv                                                             |
| --- | --------------------- | ------------------------------------- | ------------- | ----------------------------------------------------------------------- |
| | Villem-Henrik Koitmaa | Kapusok                               | Milan Luković | Játékvezető: Owe Luthcke Vonalbírók: Ulrich Pardatscher Orri Sigmarsson |
| \| R. Rooba (L. Lahesalu) (PP) – 08:27 \| 1–0 \| \| \| \| 1–1 \| 11:07 – M. Kovačević (B. Gabrić) (PP) \| \| \| 1–2 \| 17:20 – N. Bibić (M. Kovačević) (PP2) \| \| A. Sibirtsev (A. Petrov, K. Kuusk) – 27:43 \| 2–2 \| \| \| M. Ivanov (A. Petrov, D. Rodin) (SH) – 32:24 \| 3–2 \| \| \| V. Titarenko (A. Petrov) – 32:53 \| 4–2 \| \| \| M. Ivanov (R. Rooba, D. Rodin) (PP) – 40:31 \| 5–2 \| \| |                       |                                       |               | Játékvezető: Owe Luthcke Vonalbírók: Ulrich Pardatscher Orri Sigmarsson |
| 22 perc | Büntetések            | 26 perc                               |               | Játékvezető: Owe Luthcke Vonalbírók: Ulrich Pardatscher Orri Sigmarsson |
| 50 | Lövések               | 34                                    |               | Játékvezető: Owe Luthcke Vonalbírók: Ulrich Pardatscher Orri Sigmarsson |
| R. Rooba (L. Lahesalu) (PP) – 08:27 | 1–0                   |                                       |               | Játékvezető: Owe Luthcke Vonalbírók: Ulrich Pardatscher Orri Sigmarsson |
| | 1–1                   | 11:07 – M. Kovačević (B. Gabrić) (PP) |               | Játékvezető: Owe Luthcke Vonalbírók: Ulrich Pardatscher Orri Sigmarsson |
| | 1–2                   | 17:20 – N. Bibić (M. Kovačević) (PP2) |               | Játékvezető: Owe Luthcke Vonalbírók: Ulrich Pardatscher Orri Sigmarsson |
| A. Sibirtsev (A. Petrov, K. Kuusk) – 27:43 | 2–2                   |                                       |               |                                                                         |
| M. Ivanov (A. Petrov, D. Rodin) (SH) – 32:24 | 3–2                   |                                       |               |                                                                         |
| V. Titarenko (A. Petrov) – 32:53 | 4–2                   |                                       |               |                                                                         |
| M. Ivanov (R. Rooba, D. Rodin) (PP) – 40:31 | 5–2                   |                                       |               |                                                                         |

| 2012. április 12. 20:00 | Izland | 4–0 (1–0, 1–0, 2–0) | Új-Zéland | Laugardalur Arena, Reykjavík Nézőszám: 522 |

| Jegyzőkönyv | Jegyzőkönyv     | Jegyzőkönyv | Jegyzőkönyv      | Jegyzőkönyv                                                               |
| --- | --------------- | ----------- | ---------------- | ------------------------------------------------------------------------- |
| | Dennis Hedstrom | Kapusok     | Kane Easterbrook | Játékvezető: Damien Bliek Vonalbírók: Oleksandr Govorun Michael Tscherrig |
| \| R. Hedstrom (Ó. Björnsson, I. Jönsson) – 12:21 \| 1–0 \| \| \| R. Hedstrom (E. Alengaard, Ó. Björnsson) – 39:10 \| 2–0 \| \| \| J. Magnusson (B. Árnason) – 41:22 \| 3–0 \| \| \| R. Hedstrom (O. Blöndal) – 59:15 \| 4–0 \| \| |                 |             |                  | Játékvezető: Damien Bliek Vonalbírók: Oleksandr Govorun Michael Tscherrig |
| 10 perc | Büntetések      | 30 perc     |                  | Játékvezető: Damien Bliek Vonalbírók: Oleksandr Govorun Michael Tscherrig |
| 47 | Lövések         | 6           |                  | Játékvezető: Damien Bliek Vonalbírók: Oleksandr Govorun Michael Tscherrig |
| R. Hedstrom (Ó. Björnsson, I. Jönsson) – 12:21 | 1–0             |             |                  | Játékvezető: Damien Bliek Vonalbírók: Oleksandr Govorun Michael Tscherrig |
| R. Hedstrom (E. Alengaard, Ó. Björnsson) – 39:10 | 2–0             |             |                  | Játékvezető: Damien Bliek Vonalbírók: Oleksandr Govorun Michael Tscherrig |
| J. Magnusson (B. Árnason) – 41:22 | 3–0             |             |                  | Játékvezető: Damien Bliek Vonalbírók: Oleksandr Govorun Michael Tscherrig |
| R. Hedstrom (O. Blöndal) – 59:15 | 4–0             |             |                  |                                                                           |

| 2012. április 13. 13:00 | Észtország | 3–2 2–0, 0–1, 1–1) | Horvátország | Laugardalur Arena, Reykjavík Nézőszám: 112 |

| Jegyzőkönyv | Jegyzőkönyv                              | Jegyzőkönyv                             | Jegyzőkönyv      | Jegyzőkönyv                                                               |
| --- | ---------------------------------------- | --------------------------------------- | ---------------- | ------------------------------------------------------------------------- |
| | Villem-Henrik Koitmaa Aleksandr Kolossov | Kapusok                                 | Mate Tomljenovic | Játékvezető: Owe Luthcke Vonalbírók: Oleksandr Govorun Ulrich Pardatscher |
| \| R. Booba (A. Petrov, L Lahesalu) (PP) – 05:06 \| 1–0 \| \| \| A. Sibirtsev – 18:01 \| 2–0 \| \| \| \| 2–1 \| 30:00 – J. Prpic (K. Macaulay) (PP) \| \| \| 2–2 \| 50:23 – I. Lazić (J. Prpic, A. Sertich) \| \| R. Andrejev (S. Novikov) – 58:05 \| 3–2 \| \| |                                          |                                         |                  | Játékvezető: Owe Luthcke Vonalbírók: Oleksandr Govorun Ulrich Pardatscher |
| 22 perc | Büntetések                               | 12 perc                                 |                  | Játékvezető: Owe Luthcke Vonalbírók: Oleksandr Govorun Ulrich Pardatscher |
| 34 | Lövések                                  | 40                                      |                  | Játékvezető: Owe Luthcke Vonalbírók: Oleksandr Govorun Ulrich Pardatscher |
| R. Booba (A. Petrov, L Lahesalu) (PP) – 05:06 | 1–0                                      |                                         |                  | Játékvezető: Owe Luthcke Vonalbírók: Oleksandr Govorun Ulrich Pardatscher |
| A. Sibirtsev – 18:01 | 2–0                                      |                                         |                  | Játékvezető: Owe Luthcke Vonalbírók: Oleksandr Govorun Ulrich Pardatscher |
| | 2–1                                      | 30:00 – J. Prpic (K. Macaulay) (PP)     |                  | Játékvezető: Owe Luthcke Vonalbírók: Oleksandr Govorun Ulrich Pardatscher |
| | 2–2                                      | 50:23 – I. Lazić (J. Prpic, A. Sertich) |                  |                                                                           |
| R. Andrejev (S. Novikov) – 58:05 | 3–2                                      |                                         |                  |                                                                           |

| 2012. április 13. 16:30 | Spanyolország | 7–0 (1–0, 4–0, 2–0) | Új-Zéland | Laugardalur Arena, Reykjavík Nézőszám: 157 |

| Jegyzőkönyv | Jegyzőkönyv   | Jegyzőkönyv | Jegyzőkönyv      | Jegyzőkönyv                                                         |
| --- | ------------- | ----------- | ---------------- | ------------------------------------------------------------------- |
| | Ander Alcaine | Kapusok     | Kane Easterbrook | Játékvezető: Chris Deweerdt Vonalbírók: Jos Korte Michael Tscherrig |
| \| A. Vea (P. Muñoz) – 09:17 \| 1–0 \| \| \| J. Gavilanes (E. Paz) – 28:53 \| 2–0 \| \| \| A. Betran (A. Gavilanes) – 29:30 \| 3–0 \| \| \| D. Perez (J. Gavilanes) – 31:46 \| 4–0 \| \| \| S. Barnola (P. Munoz, J. Brabo) – 34:46 \| 5–0 \| \| \| J. Muñoz (PP) – 42:02 \| 6–0 \| \| \| D. Coscojuela (S. Barnola) – 50:17 \| 7–0 \| \| |               |             |                  | Játékvezető: Chris Deweerdt Vonalbírók: Jos Korte Michael Tscherrig |
| 14 perc | Büntetések    | 10 perc     |                  | Játékvezető: Chris Deweerdt Vonalbírók: Jos Korte Michael Tscherrig |
| 57 | Lövések       | 26          |                  | Játékvezető: Chris Deweerdt Vonalbírók: Jos Korte Michael Tscherrig |
| A. Vea (P. Muñoz) – 09:17 | 1–0           |             |                  | Játékvezető: Chris Deweerdt Vonalbírók: Jos Korte Michael Tscherrig |
| J. Gavilanes (E. Paz) – 28:53 | 2–0           |             |                  | Játékvezető: Chris Deweerdt Vonalbírók: Jos Korte Michael Tscherrig |
| A. Betran (A. Gavilanes) – 29:30 | 3–0           |             |                  | Játékvezető: Chris Deweerdt Vonalbírók: Jos Korte Michael Tscherrig |
| D. Perez (J. Gavilanes) – 31:46 | 4–0           |             |                  |                                                                     |
| S. Barnola (P. Munoz, J. Brabo) – 34:46 | 5–0           |             |                  |                                                                     |
| J. Muñoz (PP) – 42:02 | 6–0           |             |                  |                                                                     |
| D. Coscojuela (S. Barnola) – 50:17 | 7–0           |             |                  |                                                                     |

| 2012. április 13. 20:00 | Szerbia | 3–5 (2–2, 0–3, 1–0) | Izland | Laugardalur Arena, Reykjavík Nézőszám: 850 |

| Jegyzőkönyv | Jegyzőkönyv   | Jegyzőkönyv                                   | Jegyzőkönyv    | Jegyzőkönyv                                                    |
| --- | ------------- | --------------------------------------------- | -------------- | -------------------------------------------------------------- |
| | Milan Luković | Kapusok                                       | Denis Hedstrom | Játékvezető: Michael Hicks Vonalbírók: Cao Jian Morten Thomsen |
| \| P. Popravka (D. Filipović, P. Ogrizović) – 02:02 \| 1–0 \| \| \| N. Janković (M. Sretović) – 06:20 \| 2–0 \| \| \| \| 2–1 \| 08:06 – B. Árnason (E. Alengaard, I. Jönsson) \| \| \| 2–2 \| 16:42 – P. Maack (J. Gíslason) (PP) \| \| \| 2–3 \| 31:07 – E. Alengaard (S. Sigurbjörnsson) \| \| \| 2–4 \| 35:13 – A. Mikaelsson (M. Sigurdarson) \| \| \| 2–5 \| 39:52 – J. Gíslason (A. Mikaelsson) (PP) \| \| N. Janković (M. Sretović, A. Luković) (PP) – 49:18 \| 3–5 \| \| |               |                                               |                | Játékvezető: Michael Hicks Vonalbírók: Cao Jian Morten Thomsen |
| 22 perc | Büntetések    | 16 perc                                       |                | Játékvezető: Michael Hicks Vonalbírók: Cao Jian Morten Thomsen |
| 35 | Lövések       | 24                                            |                | Játékvezető: Michael Hicks Vonalbírók: Cao Jian Morten Thomsen |
| P. Popravka (D. Filipović, P. Ogrizović) – 02:02 | 1–0           |                                               |                | Játékvezető: Michael Hicks Vonalbírók: Cao Jian Morten Thomsen |
| N. Janković (M. Sretović) – 06:20 | 2–0           |                                               |                | Játékvezető: Michael Hicks Vonalbírók: Cao Jian Morten Thomsen |
| | 2–1           | 08:06 – B. Árnason (E. Alengaard, I. Jönsson) |                | Játékvezető: Michael Hicks Vonalbírók: Cao Jian Morten Thomsen |
| | 2–2           | 16:42 – P. Maack (J. Gíslason) (PP)           |                |                                                                |
| | 2–3           | 31:07 – E. Alengaard (S. Sigurbjörnsson)      |                |                                                                |
| | 2–4           | 35:13 – A. Mikaelsson (M. Sigurdarson)        |                |                                                                |
| | 2–5           | 39:52 – J. Gíslason (A. Mikaelsson) (PP)      |                |                                                                |
| N. Janković (M. Sretović, A. Luković) (PP) – 49:18 | 3–5           |                                               |                |                                                                |

| 2012. április 15. 13:00 | Spanyolország | 4–2 (1–2, 1–0, 2–0) | Szerbia | Laugardalur Arena, Reykjavík Nézőszám: 150 |

| Jegyzőkönyv | Jegyzőkönyv   | Jegyzőkönyv                           | Jegyzőkönyv   | Jegyzőkönyv                                                            |
| --- | ------------- | ------------------------------------- | ------------- | ---------------------------------------------------------------------- |
| | Ander Alcaine | Kapusok                               | Milan Luković | Játékvezető: Damien Bliek Vonalbírók: Morten Thomsen Michael Tscherrig |
| \| A. Pedraz (O. Vazquez) (PP) – 12:45 \| 1–0 \| \| \| \| 1–1 \| 13:56 – M. Milovanović (M. Kovacević) \| \| \| 1–2 \| 18:36 – B. Gabric (PP) \| \| P. Puyuelo (D. Perez, P. Muñoz) (PP) – 25:19 \| 2–2 \| \| \| A. Pedraz – 54:34 \| 3–2 \| \| \| P. Muñoz (S. Barnola) (SH) – 58:56 \| 4–2 \| \| |               |                                       |               | Játékvezető: Damien Bliek Vonalbírók: Morten Thomsen Michael Tscherrig |
| 10 perc | Büntetések    | 48 perc                               |               | Játékvezető: Damien Bliek Vonalbírók: Morten Thomsen Michael Tscherrig |
| 26 | Lövések       | 30                                    |               | Játékvezető: Damien Bliek Vonalbírók: Morten Thomsen Michael Tscherrig |
| A. Pedraz (O. Vazquez) (PP) – 12:45 | 1–0           |                                       |               | Játékvezető: Damien Bliek Vonalbírók: Morten Thomsen Michael Tscherrig |
| | 1–1           | 13:56 – M. Milovanović (M. Kovacević) |               | Játékvezető: Damien Bliek Vonalbírók: Morten Thomsen Michael Tscherrig |
| | 1–2           | 18:36 – B. Gabric (PP)                |               | Játékvezető: Damien Bliek Vonalbírók: Morten Thomsen Michael Tscherrig |
| P. Puyuelo (D. Perez, P. Muñoz) (PP) – 25:19 | 2–2           |                                       |               |                                                                        |
| A. Pedraz – 54:34 | 3–2           |                                       |               |                                                                        |
| P. Muñoz (S. Barnola) (SH) – 58:56 | 4–2           |                                       |               |                                                                        |

| 2012. április 15. 16:30 | Horvátország | 12–3 (3–0, 4–1, 5–2) | Új-Zéland | Laugardalur Arena, Reykjavík Nézőszám: 124 |

| Jegyzőkönyv | Jegyzőkönyv                      | Jegyzőkönyv                             | Jegyzőkönyv                        | Jegyzőkönyv                                                              |
| --- | -------------------------------- | --------------------------------------- | ---------------------------------- | ------------------------------------------------------------------------ |
| | Mate Tomljenović Tihomir Filipeć | Kapusok                                 | Kane Easterbrook Jaden Pine-Murphy | Játékvezető: Michael Hicks Vonalbírók: Oleksandr Govorun Orri Sigmarsson |
| \| J. Prpic (K. Macaulay, A. Sertich) (SH) – 07:06 \| 1–0 \| \| \| K. Macaulay (J. Prpic) – 18:35 \| 2–0 \| \| \| M. Novak (J. Kucera, I. Sijan) (PP) – 19:49 \| 3–0 \| \| \| A. Sertich (J. Prpic, I. Lazić) (PP) – 22:59 \| 4–0 \| \| \| \| 4–1 \| 24:04 – J. Hay \| \| A. Sertich (J. Prpic, C. Powers) (PP) – 27:13 \| 5–1 \| \| \| B. Rendulić (K. Macaulay, M. Blagus) – 30:39 \| 6–1 \| \| \| M. Novak (F. Orescanin, J. Kucera) – 37:13 \| 7–1 \| \| \| \| 7–2 \| 41:19 – J. Hay (J. Challis, B. Haines) \| \| A. Sertich (I. Lazić, J. Prpic) – 43:14 \| 8–2 \| \| \| \| 8–3 \| 43:50 – C. Harrison (D. Harrop, M. Lee) \| \| M. Blagus (B. Rendulić, M. Sertić) – 46:54 \| 9–3 \| \| \| B. Rendulić (D. Kanaet, M. Blagus) – 52:00 \| 10–3 \| \| \| I. Sijan (M. Smerdelj, K. Macaulay) – 52:19 \| 11–3 \| \| \| B. Rendulić (D. Kanaet, M. Sertić) – 56:40 \| 12–3 \| \| |                                  |                                         |                                    | Játékvezető: Michael Hicks Vonalbírók: Oleksandr Govorun Orri Sigmarsson |
| 26 perc | Büntetések                       | 14 perc                                 |                                    | Játékvezető: Michael Hicks Vonalbírók: Oleksandr Govorun Orri Sigmarsson |
| 60 | Lövések                          | 17                                      |                                    | Játékvezető: Michael Hicks Vonalbírók: Oleksandr Govorun Orri Sigmarsson |
| J. Prpic (K. Macaulay, A. Sertich) (SH) – 07:06 | 1–0                              |                                         |                                    | Játékvezető: Michael Hicks Vonalbírók: Oleksandr Govorun Orri Sigmarsson |
| K. Macaulay (J. Prpic) – 18:35 | 2–0                              |                                         |                                    | Játékvezető: Michael Hicks Vonalbírók: Oleksandr Govorun Orri Sigmarsson |
| M. Novak (J. Kucera, I. Sijan) (PP) – 19:49 | 3–0                              |                                         |                                    | Játékvezető: Michael Hicks Vonalbírók: Oleksandr Govorun Orri Sigmarsson |
| A. Sertich (J. Prpic, I. Lazić) (PP) – 22:59 | 4–0                              |                                         |                                    |                                                                          |
| | 4–1                              | 24:04 – J. Hay                          |                                    |                                                                          |
| A. Sertich (J. Prpic, C. Powers) (PP) – 27:13 | 5–1                              |                                         |                                    |                                                                          |
| B. Rendulić (K. Macaulay, M. Blagus) – 30:39 | 6–1                              |                                         |                                    |                                                                          |
| M. Novak (F. Orescanin, J. Kucera) – 37:13 | 7–1                              |                                         |                                    |                                                                          |
| | 7–2                              | 41:19 – J. Hay (J. Challis, B. Haines)  |                                    |                                                                          |
| A. Sertich (I. Lazić, J. Prpic) – 43:14 | 8–2                              |                                         |                                    |                                                                          |
| | 8–3                              | 43:50 – C. Harrison (D. Harrop, M. Lee) |                                    |                                                                          |
| M. Blagus (B. Rendulić, M. Sertić) – 46:54 | 9–3                              |                                         |                                    |                                                                          |
| B. Rendulić (D. Kanaet, M. Blagus) – 52:00 | 10–3                             |                                         |                                    |                                                                          |
| I. Sijan (M. Smerdelj, K. Macaulay) – 52:19 | 11–3                             |                                         |                                    |                                                                          |
| B. Rendulić (D. Kanaet, M. Sertić) – 56:40 | 12–3                             |                                         |                                    |                                                                          |

| 2012. április 15. 20:00 | Észtország | 7–2 (2–1, 3–0, 2–1) | Izland | Laugardalur Arena, Reykjavík Nézőszám: 1160 |

| Jegyzőkönyv | Jegyzőkönyv           | Jegyzőkönyv                                       | Jegyzőkönyv     | Jegyzőkönyv                                                       |
| --- | --------------------- | ------------------------------------------------- | --------------- | ----------------------------------------------------------------- |
| | Villem-Henrik Koitmaa | Kapusok                                           | Dennis Hedstrom | Játékvezető: Owe Luthcke Vonalbírók: Jos Korte Ulrich Pardatscher |
| \| K. Kaljuste (A. Petrov) – 05:27 \| 1–0 \| \| \| \| 1–1 \| 12:23 – R. Hedstrom (E. Alengaard, O. Bjornsson) \| \| A. Petrov (A. Sibirtsev, A. Aleksandrov) – 14:36 \| 2–1 \| \| \| V. Titarenko (R. Andrejev) – 22:27 \| 3–1 \| \| \| A. Petrov (M. Ivanov) (SH) – 25:17 \| 4–1 \| \| \| K. Kaljuste (R. Rooba, M. Ivanov) – 35:44 \| 5–1 \| \| \| A. Sibirtsev (A. Aleksandrov, A. Jakovlev) – 45:03 \| 6–1 \| \| \| \| 6–2 \| 48:40 – E. Alengaard (B. Sigurdarson, R. Hedsrom) \| \| M. Ivanov (M. Semjonov, D. Rodin) (PP2) – 52:03 \| 7–2 \| \| |                       |                                                   |                 | Játékvezető: Owe Luthcke Vonalbírók: Jos Korte Ulrich Pardatscher |
| 16 perc | Büntetések            | 12 perc                                           |                 | Játékvezető: Owe Luthcke Vonalbírók: Jos Korte Ulrich Pardatscher |
| 54 | Lövések               | 26                                                |                 | Játékvezető: Owe Luthcke Vonalbírók: Jos Korte Ulrich Pardatscher |
| K. Kaljuste (A. Petrov) – 05:27 | 1–0                   |                                                   |                 | Játékvezető: Owe Luthcke Vonalbírók: Jos Korte Ulrich Pardatscher |
| | 1–1                   | 12:23 – R. Hedstrom (E. Alengaard, O. Bjornsson)  |                 | Játékvezető: Owe Luthcke Vonalbírók: Jos Korte Ulrich Pardatscher |
| A. Petrov (A. Sibirtsev, A. Aleksandrov) – 14:36 | 2–1                   |                                                   |                 | Játékvezető: Owe Luthcke Vonalbírók: Jos Korte Ulrich Pardatscher |
| V. Titarenko (R. Andrejev) – 22:27 | 3–1                   |                                                   |                 |                                                                   |
| A. Petrov (M. Ivanov) (SH) – 25:17 | 4–1                   |                                                   |                 |                                                                   |
| K. Kaljuste (R. Rooba, M. Ivanov) – 35:44 | 5–1                   |                                                   |                 |                                                                   |
| A. Sibirtsev (A. Aleksandrov, A. Jakovlev) – 45:03 | 6–1                   |                                                   |                 |                                                                   |
| | 6–2                   | 48:40 – E. Alengaard (B. Sigurdarson, R. Hedsrom) |                 |                                                                   |
| M. Ivanov (M. Semjonov, D. Rodin) (PP2) – 52:03 | 7–2                   |                                                   |                 |                                                                   |

| 2012. április 17. 13:00 | Új-Zéland | 2–19 (0–8, 2–6, 0–5) | Észtország | Laugardalur Arena, Reykjavík Nézőszám: 95 |

| Jegyzőkönyv | Jegyzőkönyv                        | Jegyzőkönyv                                          | Jegyzőkönyv        | Jegyzőkönyv                                                      |
| --- | ---------------------------------- | ---------------------------------------------------- | ------------------ | ---------------------------------------------------------------- |
| | Jaden Pine-Murphy Kane Easterbrook | Kapusok                                              | Aleksandr Kolossov | Játékvezető: Chris Deweerdt Vonalbírók: Cao Jian Orri Sigmarsson |
| \| \| 0–1 \| 04:48 – R. Andrejev (M. Vorang) \| \| \| 0–2 \| 05:12 – K. Kaljuste (V. Titarenko) \| \| \| 0–3 \| 05:43 – S. Ivanov (K. Kuusk, J. Lukats) \| \| \| 0–4 \| 14:12 – M. Semjonov (R. Rooba, D. Rodin) \| \| \| 0–5 \| 15:21 – S. Novikov (K. Kaljuste) \| \| \| 0–6 \| 16:59 – S. Ivanov (K. Kuusk) \| \| \| 0–7 \| 18:59 – V. Titarenko (K. Kaljust, A. Petrov) (PP) \| \| \| 0–8 \| 19:39 – M. Vorang (R. Andrejev) \| \| \| 0–9 \| 22:16 – K. Kaljuste (A. Sibirtsev) \| \| \| 0–10 \| 27:32 – M. Semjonov (R. Rooba, M. Vorang) (PP) \| \| A. Cox (I. Wannamker) – 31:37 \| 1–10 \| \| \| \| 1–11 \| 32:56 – A. Sibirtsev (I. Urushev, V. Titarenko) (PP) \| \| \| 1–12 \| 34:22 – M. Vorang (A. Jakovlev) \| \| \| 1–13 \| 34:39 – A. Petrov \| \| A. Cox (I. Wannamker) (PP) – 34:56 \| 2–13 \| \| \| \| 2–14 \| 38:27 – I. Savvov \| \| \| 2–15 \| 41:01 – R. Rooba (M. Ivanov, D. Rodin) (PP) \| \| \| 2–16 \| 48:00 – A. Petrov (V. Titarenko) \| \| \| 2–17 \| 51:23 – A. Sibirtsev (PS) \| \| \| 2–18 \| 58:42 – D. Rodin (R. Andrejev, R. Rooba) \| \| \| 2–19 \| 59:26 – A. Petrov(A. Sibirtsev) (PP) \| |                                    |                                                      |                    | Játékvezető: Chris Deweerdt Vonalbírók: Cao Jian Orri Sigmarsson |
| 18 perc | Büntetések                         | 4 perc                                               |                    | Játékvezető: Chris Deweerdt Vonalbírók: Cao Jian Orri Sigmarsson |
| 22 | Lövések                            | 89                                                   |                    | Játékvezető: Chris Deweerdt Vonalbírók: Cao Jian Orri Sigmarsson |
| | 0–1                                | 04:48 – R. Andrejev (M. Vorang)                      |                    | Játékvezető: Chris Deweerdt Vonalbírók: Cao Jian Orri Sigmarsson |
| | 0–2                                | 05:12 – K. Kaljuste (V. Titarenko)                   |                    | Játékvezető: Chris Deweerdt Vonalbírók: Cao Jian Orri Sigmarsson |
| | 0–3                                | 05:43 – S. Ivanov (K. Kuusk, J. Lukats)              |                    | Játékvezető: Chris Deweerdt Vonalbírók: Cao Jian Orri Sigmarsson |
| | 0–4                                | 14:12 – M. Semjonov (R. Rooba, D. Rodin)             |                    |                                                                  |
| | 0–5                                | 15:21 – S. Novikov (K. Kaljuste)                     |                    |                                                                  |
| | 0–6                                | 16:59 – S. Ivanov (K. Kuusk)                         |                    |                                                                  |
| | 0–7                                | 18:59 – V. Titarenko (K. Kaljust, A. Petrov) (PP)    |                    |                                                                  |
| | 0–8                                | 19:39 – M. Vorang (R. Andrejev)                      |                    |                                                                  |
| | 0–9                                | 22:16 – K. Kaljuste (A. Sibirtsev)                   |                    |                                                                  |
| | 0–10                               | 27:32 – M. Semjonov (R. Rooba, M. Vorang) (PP)       |                    |                                                                  |
| A. Cox (I. Wannamker) – 31:37 | 1–10                               |                                                      |                    |                                                                  |
| | 1–11                               | 32:56 – A. Sibirtsev (I. Urushev, V. Titarenko) (PP) |                    |                                                                  |
| | 1–12                               | 34:22 – M. Vorang (A. Jakovlev)                      |                    |                                                                  |
| | 1–13                               | 34:39 – A. Petrov                                    |                    |                                                                  |
| A. Cox (I. Wannamker) (PP) – 34:56 | 2–13                               |                                                      |                    |                                                                  |
| | 2–14                               | 38:27 – I. Savvov                                    |                    |                                                                  |
| | 2–15                               | 41:01 – R. Rooba (M. Ivanov, D. Rodin) (PP)          |                    |                                                                  |
| | 2–16                               | 48:00 – A. Petrov (V. Titarenko)                     |                    |                                                                  |
| | 2–17                               | 51:23 – A. Sibirtsev (PS)                            |                    |                                                                  |
| | 2–18                               | 58:42 – D. Rodin (R. Andrejev, R. Rooba)             |                    |                                                                  |
| | 2–19                               | 59:26 – A. Petrov(A. Sibirtsev) (PP)                 |                    |                                                                  |

| 2012. április 17. 16:30 | Szerbia | 3–6 (1–2, 0–2, 2–2) | Horvátország | Laugardalur Arena, Reykjavík Nézőszám: 134 |

| Jegyzőkönyv | Jegyzőkönyv   | Jegyzőkönyv                                  | Jegyzőkönyv                      | Jegyzőkönyv                                                                |
| --- | ------------- | -------------------------------------------- | -------------------------------- | -------------------------------------------------------------------------- |
| | Milan Luković | Kapusok                                      | Mate Tomljenović Tihomir Filipeć | Játékvezető: Damien Bliek Vonalbírók: Ulrich Pardatscher Michael Tscherrig |
| \| \| 0–1 \| 03:07 – J. Prpic (A. Sertich) \| \| \| 0–2 \| 05:09 – F. Orescanin (T. Miric, N. Grahovar) \| \| M. Babić (N. Janković) – 12:40 \| 1–2 \| \| \| \| 1–3 \| 25:24 – A. Sertich (I. Lazić, J. Prpic) \| \| \| 1–4 \| 39:03 – I. Lazić \| \| N. Vučurević (M. Milovanović) – 41:09 \| 2–4 \| \| \| \| 2–5 \| 50:06 – C. Powers (PP) \| \| \| 2–6 \| 54:57 – A. Sertich (J. Prpic) (PP) \| \| R. Sabados (S. Ristić) – 56:35 \| 3–6 \| \| |               |                                              |                                  | Játékvezető: Damien Bliek Vonalbírók: Ulrich Pardatscher Michael Tscherrig |
| 18 perc | Büntetések    | 10 perc                                      |                                  | Játékvezető: Damien Bliek Vonalbírók: Ulrich Pardatscher Michael Tscherrig |
| 37 | Lövések       | 43                                           |                                  | Játékvezető: Damien Bliek Vonalbírók: Ulrich Pardatscher Michael Tscherrig |
| | 0–1           | 03:07 – J. Prpic (A. Sertich)                |                                  | Játékvezető: Damien Bliek Vonalbírók: Ulrich Pardatscher Michael Tscherrig |
| | 0–2           | 05:09 – F. Orescanin (T. Miric, N. Grahovar) |                                  | Játékvezető: Damien Bliek Vonalbírók: Ulrich Pardatscher Michael Tscherrig |
| M. Babić (N. Janković) – 12:40 | 1–2           |                                              |                                  | Játékvezető: Damien Bliek Vonalbírók: Ulrich Pardatscher Michael Tscherrig |
| | 1–3           | 25:24 – A. Sertich (I. Lazić, J. Prpic)      |                                  |                                                                            |
| | 1–4           | 39:03 – I. Lazić                             |                                  |                                                                            |
| N. Vučurević (M. Milovanović) – 41:09 | 2–4           |                                              |                                  |                                                                            |
| | 2–5           | 50:06 – C. Powers (PP)                       |                                  |                                                                            |
| | 2–6           | 54:57 – A. Sertich (J. Prpic) (PP)           |                                  |                                                                            |
| R. Sabados (S. Ristić) – 56:35 | 3–6           |                                              |                                  |                                                                            |

| 2012. április 17. 20:00 | Izland | 0–4 (0–2, 0–1, 0–1) | Spanyolország | Laugardalur Arena, Reykjavík Nézőszám: 650 |

| Jegyzőkönyv | Jegyzőkönyv     | Jegyzőkönyv                                    | Jegyzőkönyv   | Jegyzőkönyv                                                             |
| --- | --------------- | ---------------------------------------------- | ------------- | ----------------------------------------------------------------------- |
| | Dennis Hedstrom | Kapusok                                        | Ander Alcaine | Játékvezető: Michael Hicks Vonalbírók: Oleksandr Govorun Morten Thomsen |
| \| \| 0–1 \| 05:02 – A. Pedraz \| \| \| 0–2 \| 13:44 – J. Brabo (P. Muñoz, J. Gavilanes) \| \| \| 0–3 \| 29:45 – P. Muñoz (S. Barnola, C. Quevedo) (PP) \| \| \| 0–4 \| 53:08 – G. Betran (P. Muñoz, S. Barnola) (PP) \| |                 |                                                |               | Játékvezető: Michael Hicks Vonalbírók: Oleksandr Govorun Morten Thomsen |
| 20 perc | Büntetések      | 16 perc                                        |               | Játékvezető: Michael Hicks Vonalbírók: Oleksandr Govorun Morten Thomsen |
| 24 | Lövések         | 27                                             |               | Játékvezető: Michael Hicks Vonalbírók: Oleksandr Govorun Morten Thomsen |
| | 0–1             | 05:02 – A. Pedraz                              |               | Játékvezető: Michael Hicks Vonalbírók: Oleksandr Govorun Morten Thomsen |
| | 0–2             | 13:44 – J. Brabo (P. Muñoz, J. Gavilanes)      |               | Játékvezető: Michael Hicks Vonalbírók: Oleksandr Govorun Morten Thomsen |
| | 0–3             | 29:45 – P. Muñoz (S. Barnola, C. Quevedo) (PP) |               | Játékvezető: Michael Hicks Vonalbírók: Oleksandr Govorun Morten Thomsen |
| | 0–4             | 53:08 – G. Betran (P. Muñoz, S. Barnola) (PP)  |               |                                                                         |

| 2012. április 18. 13:00 | Új-Zéland | 0–17 (0–7, 0–6, 0–4) | Szerbia | Laugardalur Arena, Reykjavík Nézőszám: 234 |

| Jegyzőkönyv | Jegyzőkönyv                        | Jegyzőkönyv                                   | Jegyzőkönyv               | Jegyzőkönyv                                                    |
| --- | ---------------------------------- | --------------------------------------------- | ------------------------- | -------------------------------------------------------------- |
| | Kane Easterbrook Jaden Pine-Murphy | Kapusok                                       | Milan Luković Jovan Feher | Játékvezető: Owe Luthcke Vonalbírók: Jos Korte Orri Sigmarsson |
| \| \| 0–1 \| 05:16 – S. Ilić (M. Kovacević) (PP) \| \| \| 0–2 \| 10:00 – N. Raković (M. Sretović) (SH) \| \| \| 0–3 \| 12:05 – N. Janković (N. Bibić) \| \| \| 0–4 \| 13:37 – M. Milovanović (B. Gabrić) (SH) \| \| \| 0–5 \| 16:03 – M. Kovacević (M. Milovanović) \| \| \| 0–6 \| 16:29 – M. Sretović (N. Raković) (PP) \| \| \| 0–7 \| 18:35 – S. Ilić (M. Milovanović) \| \| \| 0–8 \| 22:16 – D. Filipović (P. Popravka) \| \| \| 0–9 \| 24:26 – N. Janković (M. Kovacević) \| \| \| 0–10 \| 25:39 – D. Filipović (P. Ogrizović) \| \| \| 0–11 \| 27:30 – N. Janković (M. Sretović) \| \| \| 0–12 \| 36:00 – M. Babić (S. Ristić, N. Raković) (PP) \| \| \| 0–13 \| 39:15 – B. Gabrić (SH) \| \| \| 0–14 \| 40:21 – B. Gabrić (M. Milovanović, S. Ilić) \| \| \| 0–15 \| 41:51 – M. Sretović (P. Popravka) \| \| \| 0–16 \| 43:53 – D. Filipović (R. Sabados) \| \| \| 0–17 \| 52:38 – M. Kovacević (N. Bibić, A. Luković) \| |                                    |                                               |                           | Játékvezető: Owe Luthcke Vonalbírók: Jos Korte Orri Sigmarsson |
| 18 perc | Büntetések                         | 8 perc                                        |                           | Játékvezető: Owe Luthcke Vonalbírók: Jos Korte Orri Sigmarsson |
| 19 | Lövések                            | 74                                            |                           | Játékvezető: Owe Luthcke Vonalbírók: Jos Korte Orri Sigmarsson |
| | 0–1                                | 05:16 – S. Ilić (M. Kovacević) (PP)           |                           | Játékvezető: Owe Luthcke Vonalbírók: Jos Korte Orri Sigmarsson |
| | 0–2                                | 10:00 – N. Raković (M. Sretović) (SH)         |                           | Játékvezető: Owe Luthcke Vonalbírók: Jos Korte Orri Sigmarsson |
| | 0–3                                | 12:05 – N. Janković (N. Bibić)                |                           | Játékvezető: Owe Luthcke Vonalbírók: Jos Korte Orri Sigmarsson |
| | 0–4                                | 13:37 – M. Milovanović (B. Gabrić) (SH)       |                           |                                                                |
| | 0–5                                | 16:03 – M. Kovacević (M. Milovanović)         |                           |                                                                |
| | 0–6                                | 16:29 – M. Sretović (N. Raković) (PP)         |                           |                                                                |
| | 0–7                                | 18:35 – S. Ilić (M. Milovanović)              |                           |                                                                |
| | 0–8                                | 22:16 – D. Filipović (P. Popravka)            |                           |                                                                |
| | 0–9                                | 24:26 – N. Janković (M. Kovacević)            |                           |                                                                |
| | 0–10                               | 25:39 – D. Filipović (P. Ogrizović)           |                           |                                                                |
| | 0–11                               | 27:30 – N. Janković (M. Sretović)             |                           |                                                                |
| | 0–12                               | 36:00 – M. Babić (S. Ristić, N. Raković) (PP) |                           |                                                                |
| | 0–13                               | 39:15 – B. Gabrić (SH)                        |                           |                                                                |
| | 0–14                               | 40:21 – B. Gabrić (M. Milovanović, S. Ilić)   |                           |                                                                |
| | 0–15                               | 41:51 – M. Sretović (P. Popravka)             |                           |                                                                |
| | 0–16                               | 43:53 – D. Filipović (R. Sabados)             |                           |                                                                |
| | 0–17                               | 52:38 – M. Kovacević (N. Bibić, A. Luković)   |                           |                                                                |

| 2012. április 18. 16:30 | Spanyolország | 3–5 (1–2, 2–2, 0–1) | Észtország | Laugardalur Arena, Reykjavík Nézőszám: 278 |

| Jegyzőkönyv | Jegyzőkönyv   | Jegyzőkönyv                                    | Jegyzőkönyv           | Jegyzőkönyv                                                             |
| --- | ------------- | ---------------------------------------------- | --------------------- | ----------------------------------------------------------------------- |
| | Ander Alcaine | Kapusok                                        | Villem-Henrik Koitmaa | Játékvezető: Michael Hicks Vonalbírók: Oleksandr Govorun Morten Thomsen |
| \| \| 0–1 \| 07:54 – K. Kuusk (A. Petrov) (SH) \| \| C. Quevedo (P. Gonzalez, G. Betran) (PP) – 08:55 \| 1–1 \| \| \| \| 1–2 \| 09:51 – D. Rodin (M. Ivanov) \| \| \| 1–3 \| 21:55 – L. Lahesalu (M. Semjonov) (PP) \| \| \| 1–4 \| 23:55 – M. Semjonov (M. Ivanov, D. Rodin) (PP) \| \| P. Gonzalez (P. Puyuelo) – 26:37 \| 2–4 \| \| \| P. Puyuelo (A. Hernandez) – 37:25 \| 3–4 \| \| \| \| 3–5 \| 46:39 – M. Ivanov (L. Lahesalu, M. Semjonov) \| |               |                                                |                       | Játékvezető: Michael Hicks Vonalbírók: Oleksandr Govorun Morten Thomsen |
| 18 perc | Büntetések    | 10 perc                                        |                       | Játékvezető: Michael Hicks Vonalbírók: Oleksandr Govorun Morten Thomsen |
| 24 | Lövések       | 64                                             |                       | Játékvezető: Michael Hicks Vonalbírók: Oleksandr Govorun Morten Thomsen |
| | 0–1           | 07:54 – K. Kuusk (A. Petrov) (SH)              |                       | Játékvezető: Michael Hicks Vonalbírók: Oleksandr Govorun Morten Thomsen |
| C. Quevedo (P. Gonzalez, G. Betran) (PP) – 08:55 | 1–1           |                                                |                       | Játékvezető: Michael Hicks Vonalbírók: Oleksandr Govorun Morten Thomsen |
| | 1–2           | 09:51 – D. Rodin (M. Ivanov)                   |                       | Játékvezető: Michael Hicks Vonalbírók: Oleksandr Govorun Morten Thomsen |
| | 1–3           | 21:55 – L. Lahesalu (M. Semjonov) (PP)         |                       |                                                                         |
| | 1–4           | 23:55 – M. Semjonov (M. Ivanov, D. Rodin) (PP) |                       |                                                                         |
| P. Gonzalez (P. Puyuelo) – 26:37 | 2–4           |                                                |                       |                                                                         |
| P. Puyuelo (A. Hernandez) – 37:25 | 3–4           |                                                |                       |                                                                         |
| | 3–5           | 46:39 – M. Ivanov (L. Lahesalu, M. Semjonov)   |                       |                                                                         |

| 2012. április 18. 20:00 | Horvátország | 5–1 (1–0, 1–0, 3–1) | Izland | Laugardalur Arena, Reykjavík Nézőszám: 850 |

| Jegyzőkönyv | Jegyzőkönyv      | Jegyzőkönyv            | Jegyzőkönyv     | Jegyzőkönyv                                                       |
| --- | ---------------- | ---------------------- | --------------- | ----------------------------------------------------------------- |
| | Mate Tomljenović | Kapusok                | Dennis Hedstrom | Játékvezető: Damien Bliek Vonalbírók: Cao Jian Ulrich Pardatscher |
| \| A. Sertich (I. Lazić, J. Prpic) – 10:08 \| 1–0 \| \| \| K. Macaulay (A. Sertich, J. Prpic) (PP) – 27:20 \| 2–0 \| \| \| I. Lazić (J. Prpic, A. Sertich) – 45:48 \| 3–0 \| \| \| B. Rendulić (M. Tadić) – 55:32 \| 4–0 \| \| \| \| 4–1 \| 56:06 – M. Sigurdarson \| \| M. Blagus (D. Kanaet) (ENG) – 57:50 \| 5–1 \| \| |                  |                        |                 | Játékvezető: Damien Bliek Vonalbírók: Cao Jian Ulrich Pardatscher |
| 6 perc | Büntetések       | 10 perc                |                 | Játékvezető: Damien Bliek Vonalbírók: Cao Jian Ulrich Pardatscher |
| 63 | Lövések          | 22                     |                 | Játékvezető: Damien Bliek Vonalbírók: Cao Jian Ulrich Pardatscher |
| A. Sertich (I. Lazić, J. Prpic) – 10:08 | 1–0              |                        |                 | Játékvezető: Damien Bliek Vonalbírók: Cao Jian Ulrich Pardatscher |
| K. Macaulay (A. Sertich, J. Prpic) (PP) – 27:20 | 2–0              |                        |                 | Játékvezető: Damien Bliek Vonalbírók: Cao Jian Ulrich Pardatscher |
| I. Lazić (J. Prpic, A. Sertich) – 45:48 | 3–0              |                        |                 | Játékvezető: Damien Bliek Vonalbírók: Cao Jian Ulrich Pardatscher |
| B. Rendulić (M. Tadić) – 55:32 | 4–0              |                        |                 |                                                                   |
| | 4–1              | 56:06 – M. Sigurdarson |                 |                                                                   |
| M. Blagus (D. Kanaet) (ENG) – 57:50 | 5–1              |                        |                 |                                                                   |

### B csoport
| Jelmagyarázat               |
| --------------------------- |
| Feljutott a divízió I B-be. |
| Kiesett a divízió II B-be.  |

| Nemzet                  | M | Gy | HGy | HV | V | G+ | G- | Gk  | P  |
| ----------------------- | - | -- | --- | -- | - | -- | -- | --- | -- |
| Belgium                 | 5 | 5  | 0   | 0  | 0 | 49 | 11 | +38 | 15 |
| Kína                    | 5 | 3  | 0   | 0  | 2 | 28 | 21 | +7  | 9  |
| Bulgária                | 5 | 2  | 1   | 0  | 2 | 21 | 28 | −7  | 8  |
| Mexikó                  | 5 | 2  | 0   | 1  | 2 | 17 | 24 | −7  | 7  |
| Izrael                  | 5 | 1  | 1   | 1  | 2 | 19 | 22 | −3  | 6  |
| Dél-afrikai Köztársaság | 5 | 0  | 0   | 0  | 5 | 4  | 32 | −28 | 0  |

| 2012. április 2. 12:00 | Mexikó | 2–9 (0–5, 1–1, 1–3) | Belgium | Winter Sports Palace, Szófia Nézőszám: 65 |

| Jegyzőkönyv | Jegyzőkönyv     | Jegyzőkönyv                                | Jegyzőkönyv    | Jegyzőkönyv                                                              |
| --- | --------------- | ------------------------------------------ | -------------- | ------------------------------------------------------------------------ |
| | Alfonso de Alba | Kapusok                                    | Bjorn Steijlen | Játékvezető: Vladimir Proskurov Vonalbírók: David Perduv Florian Widmann |
| \| \| 0–1 \| 02:56 – V. Morgan (M. Morgan, N. de Herdt) \| \| \| 0–2 \| 04:25 – O. Roland (V. Morgan) \| \| \| 0–3 \| 06:04 – D. Leirs (D. Geerts, B. Vercammen) \| \| \| 0–4 \| 19:35 – V. Morgan (M. Morgan, N. de Herdt) \| \| \| 0–5 \| 19:57 – O. Roland (V. Morgan, M. Morgan) \| \| J. Ramirez – 22:38 \| 1–5 \| \| \| \| 1–6 \| 26:11 – J. Engelen (N. Vroemans) \| \| \| 1–7 \| 40:19 – O. Roland (V. Morgan, N. de Herdt) \| \| \| 1–8 \| 43:51 – M. Morgan (O. Roland) \| \| C. Gomez (Al. Cervantes, Ad. Cervantes) (PP) – 47:14 \| 2–8 \| \| \| \| 2–9 \| 56:24 – O. Roland (M. Morgan) \| |                 |                                            |                | Játékvezető: Vladimir Proskurov Vonalbírók: David Perduv Florian Widmann |
| 2 perc | Büntetések      | 10 perc                                    |                | Játékvezető: Vladimir Proskurov Vonalbírók: David Perduv Florian Widmann |
| 30 | Lövések         | 47                                         |                | Játékvezető: Vladimir Proskurov Vonalbírók: David Perduv Florian Widmann |
| | 0–1             | 02:56 – V. Morgan (M. Morgan, N. de Herdt) |                | Játékvezető: Vladimir Proskurov Vonalbírók: David Perduv Florian Widmann |
| | 0–2             | 04:25 – O. Roland (V. Morgan)              |                | Játékvezető: Vladimir Proskurov Vonalbírók: David Perduv Florian Widmann |
| | 0–3             | 06:04 – D. Leirs (D. Geerts, B. Vercammen) |                | Játékvezető: Vladimir Proskurov Vonalbírók: David Perduv Florian Widmann |
| | 0–4             | 19:35 – V. Morgan (M. Morgan, N. de Herdt) |                |                                                                          |
| | 0–5             | 19:57 – O. Roland (V. Morgan, M. Morgan)   |                |                                                                          |
| J. Ramirez – 22:38 | 1–5             |                                            |                |                                                                          |
| | 1–6             | 26:11 – J. Engelen (N. Vroemans)           |                |                                                                          |
| | 1–7             | 40:19 – O. Roland (V. Morgan, N. de Herdt) |                |                                                                          |
| | 1–8             | 43:51 – M. Morgan (O. Roland)              |                |                                                                          |
| C. Gomez (Al. Cervantes, Ad. Cervantes) (PP) – 47:14 | 2–8             |                                            |                |                                                                          |
| | 2–9             | 56:24 – O. Roland (M. Morgan)              |                |                                                                          |

| 2012. április 2. 15:30 | Kína | 9–5 (3–2, 2–1, 4–2) | Izrael | Winter Sports Palace, Szófia Nézőszám: 152 |

| Jegyzőkönyv | Jegyzőkönyv         | Jegyzőkönyv                       | Jegyzőkönyv                 | Jegyzőkönyv                                                             |
| --- | ------------------- | --------------------------------- | --------------------------- | ----------------------------------------------------------------------- |
| | Xie Ming Liu Xiewei | Kapusok                           | Boris Amromin Jevgeni Gusin | Játékvezető: Alexie Roshchyn Vonalbírók: Mikulash Furnadziev Rudy Meyer |
| \| \| 0–1 \| 00:56 – D. Mazour (E. Sherbatov) \| \| \| 0–2 \| 03:07 – E. Sherbatov (T. Avneri) \| \| He Y. (Liu L., Zhang W.) – 12:09 \| 1–2 \| \| \| Chen L. (Wang C., Liu L.) (PP2) – 18:21 \| 2–2 \| \| \| Qu Y. (Zhang W.) – 19:38 \| 3–2 \| \| \| \| 3–3 \| 26:13 – E. Sherbatov (S. Frenkel) \| \| Chen L. (Liu L.) (SH) – 28:15 \| 4–3 \| \| \| Wang C. (Chen L., Fu N.) – 30:14 \| 5–3 \| \| \| Wang C. (Chen L.) – 40:08 \| 6–3 \| \| \| Zhang W. (Hu T.) – 49:10 \| 7–3 \| \| \| \| 7–4 \| 51:10 – E. Sherbatov (SH) \| \| Guo D. (Zhang H., Li J.) (PP) – 59:02 \| 8–4 \| \| \| Chen Z. (Liu W.) – 59:17 \| 9–4 \| \| \| \| 9–5 \| 59:59 – E. Sherbatov \| |                     |                                   |                             | Játékvezető: Alexie Roshchyn Vonalbírók: Mikulash Furnadziev Rudy Meyer |
| 16 perc | Büntetések          | 14 perc                           |                             | Játékvezető: Alexie Roshchyn Vonalbírók: Mikulash Furnadziev Rudy Meyer |
| 46 | Lövések             | 21                                |                             | Játékvezető: Alexie Roshchyn Vonalbírók: Mikulash Furnadziev Rudy Meyer |
| | 0–1                 | 00:56 – D. Mazour (E. Sherbatov)  |                             | Játékvezető: Alexie Roshchyn Vonalbírók: Mikulash Furnadziev Rudy Meyer |
| | 0–2                 | 03:07 – E. Sherbatov (T. Avneri)  |                             | Játékvezető: Alexie Roshchyn Vonalbírók: Mikulash Furnadziev Rudy Meyer |
| He Y. (Liu L., Zhang W.) – 12:09 | 1–2                 |                                   |                             | Játékvezető: Alexie Roshchyn Vonalbírók: Mikulash Furnadziev Rudy Meyer |
| Chen L. (Wang C., Liu L.) (PP2) – 18:21 | 2–2                 |                                   |                             |                                                                         |
| Qu Y. (Zhang W.) – 19:38 | 3–2                 |                                   |                             |                                                                         |
| | 3–3                 | 26:13 – E. Sherbatov (S. Frenkel) |                             |                                                                         |
| Chen L. (Liu L.) (SH) – 28:15 | 4–3                 |                                   |                             |                                                                         |
| Wang C. (Chen L., Fu N.) – 30:14 | 5–3                 |                                   |                             |                                                                         |
| Wang C. (Chen L.) – 40:08 | 6–3                 |                                   |                             |                                                                         |
| Zhang W. (Hu T.) – 49:10 | 7–3                 |                                   |                             |                                                                         |
| | 7–4                 | 51:10 – E. Sherbatov (SH)         |                             |                                                                         |
| Guo D. (Zhang H., Li J.) (PP) – 59:02 | 8–4                 |                                   |                             |                                                                         |
| Chen Z. (Liu W.) – 59:17 | 9–4                 |                                   |                             |                                                                         |
| | 9–5                 | 59:59 – E. Sherbatov              |                             |                                                                         |

| 2012. április 2. 19:00 | Dél-afrikai Köztársaság | 1–4 (0–1, 1–1, 1–2) | Bulgária | Winter Sports Palace, Szófia Nézőszám: 1235 |

| Jegyzőkönyv | Jegyzőkönyv | Jegyzőkönyv                                  | Jegyzőkönyv         | Jegyzőkönyv                                                                |
| --- | ----------- | -------------------------------------------- | ------------------- | -------------------------------------------------------------------------- |
| | Gary Bock   | Kapusok                                      | Konstantin Mihaylov | Játékvezető: Michele Gastaldelli Vonalbírók: Nagy Attila Evgeniy Plaksunov |
| \| \| 0–1 \| 15:57 – G. Iskrenov (M. Nikolov, M. Milanov) \| \| \| 0–2 \| 21:02 – S. Muhachev (A. Yotov, C. Cvetanov) \| \| G. Lyon (J. Reinecke) – 27:43 \| 1–2 \| \| \| \| 1–3 \| 49:21 – P. Hadzhitonev \| \| \| 1–4 \| 54:12 – A. Yotov (S. Muhachev, R. Morgunov) \| |             |                                              |                     | Játékvezető: Michele Gastaldelli Vonalbírók: Nagy Attila Evgeniy Plaksunov |
| 45 perc | Büntetések  | 10 perc                                      |                     | Játékvezető: Michele Gastaldelli Vonalbírók: Nagy Attila Evgeniy Plaksunov |
| 38 | Lövések     | 31                                           |                     | Játékvezető: Michele Gastaldelli Vonalbírók: Nagy Attila Evgeniy Plaksunov |
| | 0–1         | 15:57 – G. Iskrenov (M. Nikolov, M. Milanov) |                     | Játékvezető: Michele Gastaldelli Vonalbírók: Nagy Attila Evgeniy Plaksunov |
| | 0–2         | 21:02 – S. Muhachev (A. Yotov, C. Cvetanov)  |                     | Játékvezető: Michele Gastaldelli Vonalbírók: Nagy Attila Evgeniy Plaksunov |
| G. Lyon (J. Reinecke) – 27:43 | 1–2         |                                              |                     | Játékvezető: Michele Gastaldelli Vonalbírók: Nagy Attila Evgeniy Plaksunov |
| | 1–3         | 49:21 – P. Hadzhitonev                       |                     |                                                                            |
| | 1–4         | 54:12 – A. Yotov (S. Muhachev, R. Morgunov)  |                     |                                                                            |

| 2012. április 3. 12:00 | Kína | 5–1 (3–0, 1–1, 1–0) | Mexikó | Winter Sports Palace, Szófia Nézőszám: 35 |

| Jegyzőkönyv | Jegyzőkönyv | Jegyzőkönyv                                           | Jegyzőkönyv        | Jegyzőkönyv                                                                       |
| --- | ----------- | ----------------------------------------------------- | ------------------ | --------------------------------------------------------------------------------- |
| | Xie Ming    | Kapusok                                               | Andres de la Garma | Játékvezető: Jean Paul De Brabander Vonalbírók: Mikulash Funnadziev Todor Krastev |
| \| He Y. (Qu Y.) – 04:31 \| 1–0 \| \| \| Zhang W. (Zhang H.) (SH) – 10:26 \| 2–0 \| \| \| Zhang W. (Wang D.) – 17:34 \| 3–0 \| \| \| He Y. (Wang D.) – 27:46 \| 4–0 \| \| \| \| 4–1 \| 33:27 – Al. Cervantes (R. Chabat, Ad. Cervantes) (PP) \| \| Qu Y. (Zhang W.) (SH) – 40:14 \| 5–1 \| \| |             |                                                       |                    | Játékvezető: Jean Paul De Brabander Vonalbírók: Mikulash Funnadziev Todor Krastev |
| 32 perc | Büntetések  | 10 perc                                               |                    | Játékvezető: Jean Paul De Brabander Vonalbírók: Mikulash Funnadziev Todor Krastev |
| 47 | Lövések     | 22                                                    |                    | Játékvezető: Jean Paul De Brabander Vonalbírók: Mikulash Funnadziev Todor Krastev |
| He Y. (Qu Y.) – 04:31 | 1–0         |                                                       |                    | Játékvezető: Jean Paul De Brabander Vonalbírók: Mikulash Funnadziev Todor Krastev |
| Zhang W. (Zhang H.) (SH) – 10:26 | 2–0         |                                                       |                    | Játékvezető: Jean Paul De Brabander Vonalbírók: Mikulash Funnadziev Todor Krastev |
| Zhang W. (Wang D.) – 17:34 | 3–0         |                                                       |                    | Játékvezető: Jean Paul De Brabander Vonalbírók: Mikulash Funnadziev Todor Krastev |
| He Y. (Wang D.) – 27:46 | 4–0         |                                                       |                    |                                                                                   |
| | 4–1         | 33:27 – Al. Cervantes (R. Chabat, Ad. Cervantes) (PP) |                    |                                                                                   |
| Qu Y. (Zhang W.) (SH) – 40:14 | 5–1         |                                                       |                    |                                                                                   |

| 2012. április 3. 15:30 | Izrael | 6–2 (3–0, 2–0, 1–2) | Dél-afrikai Köztársaság | Winter Sports Palace, Szófia Nézőszám: 47 |

| Jegyzőkönyv | Jegyzőkönyv   | Jegyzőkönyv                                   | Jegyzőkönyv         | Jegyzőkönyv                                                            |
| --- | ------------- | --------------------------------------------- | ------------------- | ---------------------------------------------------------------------- |
| | Jevgeni Gusin | Kapusok                                       | Gary Bock Jack Nebe | Játékvezető: Alexei Roshchyn Vonalbírók: Nagy Attila Evgeniy Plaksunov |
| \| E. Sherbatov (PP) – 09:17 \| 1–0 \| \| \| A. Geller (R. Soreanu) – 10:00 \| 2–0 \| \| \| A. Korotin (PP) – 13:31 \| 3–0 \| \| \| D. Mazour (S. Frenkel, E. Sherbatov) (PP) – 21:03 \| 4–0 \| \| \| E. Sherbatov (D. Mazour, D. Spivak) – 30:50 \| 5–0 \| \| \| \| 5–1 \| 42:50 – J. Reinecke (D. Magmoed) (PP) \| \| \| 5–2 \| 50:58 – A. Marais (J. Reinecke, M. Cornforth) \| \| E. Sherbatov (S. Frenkel, D. Mazour) – 54:05 \| 6–2 \| \| |               |                                               |                     | Játékvezető: Alexei Roshchyn Vonalbírók: Nagy Attila Evgeniy Plaksunov |
| 18 perc | Büntetések    | 10 perc                                       |                     | Játékvezető: Alexei Roshchyn Vonalbírók: Nagy Attila Evgeniy Plaksunov |
| 47 | Lövések       | 11                                            |                     | Játékvezető: Alexei Roshchyn Vonalbírók: Nagy Attila Evgeniy Plaksunov |
| E. Sherbatov (PP) – 09:17 | 1–0           |                                               |                     | Játékvezető: Alexei Roshchyn Vonalbírók: Nagy Attila Evgeniy Plaksunov |
| A. Geller (R. Soreanu) – 10:00 | 2–0           |                                               |                     | Játékvezető: Alexei Roshchyn Vonalbírók: Nagy Attila Evgeniy Plaksunov |
| A. Korotin (PP) – 13:31 | 3–0           |                                               |                     | Játékvezető: Alexei Roshchyn Vonalbírók: Nagy Attila Evgeniy Plaksunov |
| D. Mazour (S. Frenkel, E. Sherbatov) (PP) – 21:03 | 4–0           |                                               |                     |                                                                        |
| E. Sherbatov (D. Mazour, D. Spivak) – 30:50 | 5–0           |                                               |                     |                                                                        |
| | 5–1           | 42:50 – J. Reinecke (D. Magmoed) (PP)         |                     |                                                                        |
| | 5–2           | 50:58 – A. Marais (J. Reinecke, M. Cornforth) |                     |                                                                        |
| E. Sherbatov (S. Frenkel, D. Mazour) – 54:05 | 6–2           |                                               |                     |                                                                        |

| 2012. április 3. 19:00 | Belgium | 14–3 (2–0, 6–0, 6–3) | Bulgária | Winter Sports Palace, Szófia Nézőszám: 1380 |

| Jegyzőkönyv | Jegyzőkönyv                       | Jegyzőkönyv                                    | Jegyzőkönyv                       | Jegyzőkönyv                                                         |
| --- | --------------------------------- | ---------------------------------------------- | --------------------------------- | ------------------------------------------------------------------- |
| | Bjorn Steijlen Kevin van Looveren | Kapusok                                        | Konstantin Mihaylov Teodor Asenov | Játékvezető: Vladimir Proskurov Vonalbírók: Rudy Meyer David Perduv |
| \| V. Morgan (M. Morgan, O. Roland) (PP) – 09:15 \| 1–0 \| \| \| M. Morgan – 10:35 \| 2–0 \| \| \| V. Morgan (O. Roland, M. Morgan) – 23:03 \| 3–0 \| \| \| L. Maas (B. Kolodziejczyk, K. van Looy) – 23:45 \| 4–0 \| \| \| K. van Looy (J. Raekelboom – 25:50 \| 5–0 \| \| \| O. Roland (V. Morgan) (PP) – 26:56 \| 6–0 \| \| \| M. Morgan (V. Morgan, O. Roland) – 34:52 \| 7–0 \| \| \| D. Thurura (J. Raekelboom, J. Paulus) – 36:58 \| 8–0 \| \| \| \| 8–1 \| 40:39 – C. Cvetanov (M. Boyadjiev) (PP) \| \| M. Morgan (D. Leirs, O. Roland) – 41:45 \| 9–1 \| \| \| \| 9–2 \| 47:17 – Y. Slavchev (K. Chapkanov) \| \| D. Thurura (T. Dewin, D. Leirs) – 48:52 \| 10–2 \| \| \| M. Morgan (O. Roland, V. Morgan) – 49:30 \| 11–2 \| \| \| T. Dewin (B. Kolodziejczyk) – 51:50 \| 12–2 \| \| \| J. Paulus (K. van Looy, B. Kolodziejczyk) – 54:49 \| 13–2 \| \| \| B. Vercammen (PS) – 56:29 \| 14–2 \| \| \| \| 14–3 \| 57:00 – G. Iskrenov (M. Boyadjiev, M. Nikolov) \| |                                   |                                                |                                   | Játékvezető: Vladimir Proskurov Vonalbírók: Rudy Meyer David Perduv |
| 8 perc | Büntetések                        | 8 perc                                         |                                   | Játékvezető: Vladimir Proskurov Vonalbírók: Rudy Meyer David Perduv |
| 95 | Lövések                           | 29                                             |                                   | Játékvezető: Vladimir Proskurov Vonalbírók: Rudy Meyer David Perduv |
| V. Morgan (M. Morgan, O. Roland) (PP) – 09:15 | 1–0                               |                                                |                                   | Játékvezető: Vladimir Proskurov Vonalbírók: Rudy Meyer David Perduv |
| M. Morgan – 10:35 | 2–0                               |                                                |                                   | Játékvezető: Vladimir Proskurov Vonalbírók: Rudy Meyer David Perduv |
| V. Morgan (O. Roland, M. Morgan) – 23:03 | 3–0                               |                                                |                                   | Játékvezető: Vladimir Proskurov Vonalbírók: Rudy Meyer David Perduv |
| L. Maas (B. Kolodziejczyk, K. van Looy) – 23:45 | 4–0                               |                                                |                                   |                                                                     |
| K. van Looy (J. Raekelboom – 25:50 | 5–0                               |                                                |                                   |                                                                     |
| O. Roland (V. Morgan) (PP) – 26:56 | 6–0                               |                                                |                                   |                                                                     |
| M. Morgan (V. Morgan, O. Roland) – 34:52 | 7–0                               |                                                |                                   |                                                                     |
| D. Thurura (J. Raekelboom, J. Paulus) – 36:58 | 8–0                               |                                                |                                   |                                                                     |
| | 8–1                               | 40:39 – C. Cvetanov (M. Boyadjiev) (PP)        |                                   |                                                                     |
| M. Morgan (D. Leirs, O. Roland) – 41:45 | 9–1                               |                                                |                                   |                                                                     |
| | 9–2                               | 47:17 – Y. Slavchev (K. Chapkanov)             |                                   |                                                                     |
| D. Thurura (T. Dewin, D. Leirs) – 48:52 | 10–2                              |                                                |                                   |                                                                     |
| M. Morgan (O. Roland, V. Morgan) – 49:30 | 11–2                              |                                                |                                   |                                                                     |
| T. Dewin (B. Kolodziejczyk) – 51:50 | 12–2                              |                                                |                                   |                                                                     |
| J. Paulus (K. van Looy, B. Kolodziejczyk) – 54:49 | 13–2                              |                                                |                                   |                                                                     |
| B. Vercammen (PS) – 56:29 | 14–2                              |                                                |                                   |                                                                     |
| | 14–3                              | 57:00 – G. Iskrenov (M. Boyadjiev, M. Nikolov) |                                   |                                                                     |

| 2012. április 5. 12:00 | Belgium | 4–1 (1–1, 2–0, 1–0) | Izrael | Winter Sports Palace, Szófia Nézőszám: 38 |

| Jegyzőkönyv | Jegyzőkönyv    | Jegyzőkönyv                                  | Jegyzőkönyv   | Jegyzőkönyv                                                             |
| --- | -------------- | -------------------------------------------- | ------------- | ----------------------------------------------------------------------- |
| | Bjorn Steijlen | Kapusok                                      | Jevgeni Gusin | Játékvezető: Vladimir Proskurov Vonalbírók: Nagy Attila Florian Widmann |
| \| O. Roland (J. Engelen M. Morgan) (PP) – 10:06 \| 1–0 \| \| \| \| 1–1 \| 16:21 – D. Mazour (E. Sherbatov, S. Frenkel) \| \| B. Vercammen (J. Raekelboom, K. van Looy) – 25:56 \| 2–1 \| \| \| J. Engelen (N. de Herdt) (PP) – 35:51 \| 3–1 \| \| \| K. van Looy (B. Vercammen, J. Raekelboom) – 40:58 \| 4–1 \| \| |                |                                              |               | Játékvezető: Vladimir Proskurov Vonalbírók: Nagy Attila Florian Widmann |
| 10 perc | Büntetések     | 46 perc                                      |               | Játékvezető: Vladimir Proskurov Vonalbírók: Nagy Attila Florian Widmann |
| 47 | Lövések        | 19                                           |               | Játékvezető: Vladimir Proskurov Vonalbírók: Nagy Attila Florian Widmann |
| O. Roland (J. Engelen M. Morgan) (PP) – 10:06 | 1–0            |                                              |               | Játékvezető: Vladimir Proskurov Vonalbírók: Nagy Attila Florian Widmann |
| | 1–1            | 16:21 – D. Mazour (E. Sherbatov, S. Frenkel) |               | Játékvezető: Vladimir Proskurov Vonalbírók: Nagy Attila Florian Widmann |
| B. Vercammen (J. Raekelboom, K. van Looy) – 25:56 | 2–1            |                                              |               | Játékvezető: Vladimir Proskurov Vonalbírók: Nagy Attila Florian Widmann |
| J. Engelen (N. de Herdt) (PP) – 35:51 | 3–1            |                                              |               |                                                                         |
| K. van Looy (B. Vercammen, J. Raekelboom) – 40:58 | 4–1            |                                              |               |                                                                         |

| 2012. április 5. 15:30 | Kína | 6–1 (2–0, 4–0, 0–1) | Dél-afrikai Köztársaság | Winter Sports Palace, Szófia Nézőszám: 62 |

| Jegyzőkönyv | Jegyzőkönyv         | Jegyzőkönyv         | Jegyzőkönyv | Jegyzőkönyv                                                                |
| --- | ------------------- | ------------------- | ----------- | -------------------------------------------------------------------------- |
| | Xie Ming Liu Xiewei | Kapusok             | Jack Nebe   | Játékvezető: Jean Paul De Brabander Vonalbírók: Todor Krastev David Perduv |
| \| Fu T. (Fu N.) (PP) – 01:10 \| 1–0 \| \| \| Yang MingxiYang M. (Guo D.) – 18:05 \| 2–0 \| \| \| Zhang W. – 28:17 \| 3–0 \| \| \| Fu T. (Chen L., Fu N.) (PP) – 32:50 \| 4–0 \| \| \| Hu T. (PP) – 37:41 \| 5–0 \| \| \| Chen L. (Liu L., Fu N.) (PP) – 39:22 \| 6–0 \| \| \| \| 6–1 \| 42:00 – J. Reinecke \| |                     |                     |             | Játékvezető: Jean Paul De Brabander Vonalbírók: Todor Krastev David Perduv |
| 20 perc | Büntetések          | 28 perc             |             | Játékvezető: Jean Paul De Brabander Vonalbírók: Todor Krastev David Perduv |
| 56 | Lövések             | 21                  |             | Játékvezető: Jean Paul De Brabander Vonalbírók: Todor Krastev David Perduv |
| Fu T. (Fu N.) (PP) – 01:10 | 1–0                 |                     |             | Játékvezető: Jean Paul De Brabander Vonalbírók: Todor Krastev David Perduv |
| Yang MingxiYang M. (Guo D.) – 18:05 | 2–0                 |                     |             | Játékvezető: Jean Paul De Brabander Vonalbírók: Todor Krastev David Perduv |
| Zhang W. – 28:17 | 3–0                 |                     |             | Játékvezető: Jean Paul De Brabander Vonalbírók: Todor Krastev David Perduv |
| Fu T. (Chen L., Fu N.) (PP) – 32:50 | 4–0                 |                     |             |                                                                            |
| Hu T. (PP) – 37:41 | 5–0                 |                     |             |                                                                            |
| Chen L. (Liu L., Fu N.) (PP) – 39:22 | 6–0                 |                     |             |                                                                            |
| | 6–1                 | 42:00 – J. Reinecke |             |                                                                            |

| 2012. április 5. 19:00 | Mexikó | 8–5 (5–0, 1–4, 2–1) | Bulgária | Winter Sports Palace, Szófia Nézőszám: 1358 |

| Jegyzőkönyv | Jegyzőkönyv        | Jegyzőkönyv                                         | Jegyzőkönyv                   | Jegyzőkönyv                                                               |
| --- | ------------------ | --------------------------------------------------- | ----------------------------- | ------------------------------------------------------------------------- |
| | Andres de la Garma | Kapusok                                             | Teodor Asenov Nikolai Nikolov | Játékvezető: Michele Gastaldelli Vonalbírók: Rudy Meyer Evgeniy Plaksunov |
| \| Ad. Cervantes (Al. Cervantes, A. Barberena) – 11:06 \| 1–0 \| \| \| B. Arroyo (F. Ugarte, J. Ramirez) (PP) – 14:26 \| 2–0 \| \| \| B. Arroyo (Alexander Gutierrez, J. Ramirez) (PP2) – 15:59 \| 3–0 \| \| \| F. Ugarte (Roberto Chabat, Al. Cervantes) (PP) – 16:25 \| 4–0 \| \| \| R. Chabat (Ad. Cervantes, Al. Cervantes) (PP) – 19:17 \| 5–0 \| \| \| \| 5–1 \| 20:27 – A. Yotov (S. Muhachev) \| \| \| 5–2 \| 24:16 – S. Muhachev (C. Cvetanov, M. Giurov) (PP) \| \| \| 5–3 \| 31:30 – A. Yotov (S. Muhachev) \| \| C. Kelo (A. Gutierrez) – 32:20 \| 6–3 \| \| \| \| 6–4 \| 39:00 – S. Muhachev (V. Vasilev) (PP) \| \| \| 6–5 \| 44:36 – M. Boyadjiev (S. Muhachev, V. Vasiliy) (PP) \| \| F. Ugarte (Ad. Cervantes) (PP) – 45:51 \| 7–5 \| \| \| C. Kelo (SH, ENG) – 59:23 \| 8–5 \| \| |                    |                                                     |                               | Játékvezető: Michele Gastaldelli Vonalbírók: Rudy Meyer Evgeniy Plaksunov |
| 14 perc | Büntetések         | 45 perc                                             |                               | Játékvezető: Michele Gastaldelli Vonalbírók: Rudy Meyer Evgeniy Plaksunov |
| 33 | Lövések            | 45                                                  |                               | Játékvezető: Michele Gastaldelli Vonalbírók: Rudy Meyer Evgeniy Plaksunov |
| Ad. Cervantes (Al. Cervantes, A. Barberena) – 11:06 | 1–0                |                                                     |                               | Játékvezető: Michele Gastaldelli Vonalbírók: Rudy Meyer Evgeniy Plaksunov |
| B. Arroyo (F. Ugarte, J. Ramirez) (PP) – 14:26 | 2–0                |                                                     |                               | Játékvezető: Michele Gastaldelli Vonalbírók: Rudy Meyer Evgeniy Plaksunov |
| B. Arroyo (Alexander Gutierrez, J. Ramirez) (PP2) – 15:59 | 3–0                |                                                     |                               | Játékvezető: Michele Gastaldelli Vonalbírók: Rudy Meyer Evgeniy Plaksunov |
| F. Ugarte (Roberto Chabat, Al. Cervantes) (PP) – 16:25 | 4–0                |                                                     |                               |                                                                           |
| R. Chabat (Ad. Cervantes, Al. Cervantes) (PP) – 19:17 | 5–0                |                                                     |                               |                                                                           |
| | 5–1                | 20:27 – A. Yotov (S. Muhachev)                      |                               |                                                                           |
| | 5–2                | 24:16 – S. Muhachev (C. Cvetanov, M. Giurov) (PP)   |                               |                                                                           |
| | 5–3                | 31:30 – A. Yotov (S. Muhachev)                      |                               |                                                                           |
| C. Kelo (A. Gutierrez) – 32:20 | 6–3                |                                                     |                               |                                                                           |
| | 6–4                | 39:00 – S. Muhachev (V. Vasilev) (PP)               |                               |                                                                           |
| | 6–5                | 44:36 – M. Boyadjiev (S. Muhachev, V. Vasiliy) (PP) |                               |                                                                           |
| F. Ugarte (Ad. Cervantes) (PP) – 45:51 | 7–5                |                                                     |                               |                                                                           |
| C. Kelo (SH, ENG) – 59:23 | 8–5                |                                                     |                               |                                                                           |

| 2012. április 6. 12:00 | Dél-afrikai Köztársaság | 0–14 (0–2, 0–6, 0–6) | Belgium | Winter Sports Palace, Szófia Nézőszám: 65 |

| Jegyzőkönyv | Jegyzőkönyv         | Jegyzőkönyv                                        | Jegyzőkönyv                       | Jegyzőkönyv                                                                    |
| --- | ------------------- | -------------------------------------------------- | --------------------------------- | ------------------------------------------------------------------------------ |
| | Jack Nebe Gary Bock | Kapusok                                            | Bjorn Steijlen Kevin van Looveren | Játékvezető: Jean Paul De Brabander Vonalbírók: Mikulash Furnadziev Rudy Meyer |
| \| \| 0–1 \| 03:02 – V. Morgan (M. Morgan, N. de Herdt) \| \| \| 0–2 \| 03:13 – J. Raekelboom (K. van Looy, J. Paulus) \| \| \| 0–3 \| 24:38 – B. Vercammen (K. van Looy, J. Engelen) \| \| \| 0–4 \| 25:51 – N. de Herdt (M. Morgan, J. Engelen) (PP) \| \| \| 0–5 \| 29:18 – B. Kolodziejczyk (O. Roland) (SH) \| \| \| 0–6 \| 33:41 – O. Roland \| \| \| 0–7 \| 37:32 – V. Morgan (M. Morgan, O. Roland) \| \| \| 0–8 \| 38:07 – D. Geerts (B. Kolodziejczyk, B. Torremans) \| \| \| 0–9 \| 42:24 – V. Morgan (O. Roland) \| \| \| 0–10 \| 46:32 – J. Engelen (M. Morgan, V. Morgan) (PP) \| \| \| 0–11 \| 49:18 – J. Vercammen (D. Leirs, T. Dewin) \| \| \| 0–12 \| 49:53 – V. Morgan (T. Dewin, J. Paulus) \| \| \| 0–13 \| 50:45 – K. van Looy (B. Vercammen) (PP) \| \| \| 0–14 \| 55:27 – D. Geerts (B. Kolodziejczyk, L. Maas) (PP) \| |                     |                                                    |                                   | Játékvezető: Jean Paul De Brabander Vonalbírók: Mikulash Furnadziev Rudy Meyer |
| 8 perc | Büntetések          | 10 perc                                            |                                   | Játékvezető: Jean Paul De Brabander Vonalbírók: Mikulash Furnadziev Rudy Meyer |
| 10 | Lövések             | 29                                                 |                                   | Játékvezető: Jean Paul De Brabander Vonalbírók: Mikulash Furnadziev Rudy Meyer |
| | 0–1                 | 03:02 – V. Morgan (M. Morgan, N. de Herdt)         |                                   | Játékvezető: Jean Paul De Brabander Vonalbírók: Mikulash Furnadziev Rudy Meyer |
| | 0–2                 | 03:13 – J. Raekelboom (K. van Looy, J. Paulus)     |                                   | Játékvezető: Jean Paul De Brabander Vonalbírók: Mikulash Furnadziev Rudy Meyer |
| | 0–3                 | 24:38 – B. Vercammen (K. van Looy, J. Engelen)     |                                   | Játékvezető: Jean Paul De Brabander Vonalbírók: Mikulash Furnadziev Rudy Meyer |
| | 0–4                 | 25:51 – N. de Herdt (M. Morgan, J. Engelen) (PP)   |                                   |                                                                                |
| | 0–5                 | 29:18 – B. Kolodziejczyk (O. Roland) (SH)          |                                   |                                                                                |
| | 0–6                 | 33:41 – O. Roland                                  |                                   |                                                                                |
| | 0–7                 | 37:32 – V. Morgan (M. Morgan, O. Roland)           |                                   |                                                                                |
| | 0–8                 | 38:07 – D. Geerts (B. Kolodziejczyk, B. Torremans) |                                   |                                                                                |
| | 0–9                 | 42:24 – V. Morgan (O. Roland)                      |                                   |                                                                                |
| | 0–10                | 46:32 – J. Engelen (M. Morgan, V. Morgan) (PP)     |                                   |                                                                                |
| | 0–11                | 49:18 – J. Vercammen (D. Leirs, T. Dewin)          |                                   |                                                                                |
| | 0–12                | 49:53 – V. Morgan (T. Dewin, J. Paulus)            |                                   |                                                                                |
| | 0–13                | 50:45 – K. van Looy (B. Vercammen) (PP)            |                                   |                                                                                |
| | 0–14                | 55:27 – D. Geerts (B. Kolodziejczyk, L. Maas) (PP) |                                   |                                                                                |

| 2012. április 6. 15:30 | Izrael | 5–4 (h.u.) (1–2, 2–1, 1–1) (h.u.: 1–0) | Mexikó | Winter Sports Palace, Szófia Nézőszám: 235 |

| Jegyzőkönyv | Jegyzőkönyv   | Jegyzőkönyv                               | Jegyzőkönyv     | Jegyzőkönyv                                                             |
| --- | ------------- | ----------------------------------------- | --------------- | ----------------------------------------------------------------------- |
| | Jevgeni Gusin | Kapusok                                   | Alfonso de Alba | Játékvezető: Michele Gastaldelli Vonalbírók: Todor Krastev David Perduv |
| \| D. Mazour (D. Spivak) (PP) – 10:16 \| 1–0 \| \| \| \| 1–1 \| 14:58 – J. Ramirez (A. Gutierrez) \| \| \| 1–2 \| 17:36 – Ad. Cervantes (L.D. Gonzalez) \| \| S. Frenkel (D. Mazour) – 32:11 \| 2–2 \| \| \| E. Sherbatov (D. Mazour) (SH) – 37:57 \| 3–2 \| \| \| \| 3–3 \| 38:46 – A. Gutierrez (Ad. Cervantes) (PP) \| \| \| 3–4 \| 49:18 – R. Chabat (A. Gutierrez) \| \| D. Mazour – 57:20 \| 4–4 \| \| \| E. Sherbatov (S. Frenkel, D. Spivak) (PP) – 61:16 \| 5–4 \| \| |               |                                           |                 | Játékvezető: Michele Gastaldelli Vonalbírók: Todor Krastev David Perduv |
| 16 perc | Büntetések    | 10 perc                                   |                 | Játékvezető: Michele Gastaldelli Vonalbírók: Todor Krastev David Perduv |
| 40 | Lövések       | 22                                        |                 | Játékvezető: Michele Gastaldelli Vonalbírók: Todor Krastev David Perduv |
| D. Mazour (D. Spivak) (PP) – 10:16 | 1–0           |                                           |                 | Játékvezető: Michele Gastaldelli Vonalbírók: Todor Krastev David Perduv |
| | 1–1           | 14:58 – J. Ramirez (A. Gutierrez)         |                 | Játékvezető: Michele Gastaldelli Vonalbírók: Todor Krastev David Perduv |
| | 1–2           | 17:36 – Ad. Cervantes (L.D. Gonzalez)     |                 | Játékvezető: Michele Gastaldelli Vonalbírók: Todor Krastev David Perduv |
| S. Frenkel (D. Mazour) – 32:11 | 2–2           |                                           |                 |                                                                         |
| E. Sherbatov (D. Mazour) (SH) – 37:57 | 3–2           |                                           |                 |                                                                         |
| | 3–3           | 38:46 – A. Gutierrez (Ad. Cervantes) (PP) |                 |                                                                         |
| | 3–4           | 49:18 – R. Chabat (A. Gutierrez)          |                 |                                                                         |
| D. Mazour – 57:20 | 4–4           |                                           |                 |                                                                         |
| E. Sherbatov (S. Frenkel, D. Spivak) (PP) – 61:16 | 5–4           |                                           |                 |                                                                         |

| 2012. április 6. 19:00 | Bulgária | 6–3 (0–1, 3–2, 3–0) | Kína | Winter Sports Palace, Szófia Nézőszám: 1572 |

| Jegyzőkönyv | Jegyzőkönyv    | Jegyzőkönyv                      | Jegyzőkönyv | Jegyzőkönyv                                                          |
| --- | -------------- | -------------------------------- | ----------- | -------------------------------------------------------------------- |
| | Nikola Nikolov | Kapusok                          | Xie Ming    | Játékvezető: Alexie Roshchyn Vonalbírók: Nagy Attila Florian Widmann |
| \| \| 0–1 \| 14:21 – Li J. (PP) \| \| \| 0–2 \| 21:21 – Liu L. (Fu N., Wang C.) \| \| A. Yotov (S. Muhachev) – 23:13 \| 1–2 \| \| \| G. Isrenkov (A. Yotov, R. Morgunov) (PP) – 27:49 \| 2–2 \| \| \| \| 2–3 \| 33:00 – Wang C. (Fu N., Chen L.) \| \| A. Yotov (G. Isrenkov, S. Muhachev) (PP) – 38:36 \| 3–3 \| \| \| R. Morgunov (S. Muhachev) (PP) – 47:52 \| 4–3 \| \| \| R. Asenov (S. Muhachev, A. Yotov) (PP) – 49:32 \| 5–3 \| \| \| S. Muhachev (A. Yotov, R. Morgunov) (PP) – 52:43 \| 6–3 \| \| |                |                                  |             | Játékvezető: Alexie Roshchyn Vonalbírók: Nagy Attila Florian Widmann |
| 14 perc | Büntetések     | 26 perc                          |             | Játékvezető: Alexie Roshchyn Vonalbírók: Nagy Attila Florian Widmann |
| 45 | Lövések        | 26                               |             | Játékvezető: Alexie Roshchyn Vonalbírók: Nagy Attila Florian Widmann |
| | 0–1            | 14:21 – Li J. (PP)               |             | Játékvezető: Alexie Roshchyn Vonalbírók: Nagy Attila Florian Widmann |
| | 0–2            | 21:21 – Liu L. (Fu N., Wang C.)  |             | Játékvezető: Alexie Roshchyn Vonalbírók: Nagy Attila Florian Widmann |
| A. Yotov (S. Muhachev) – 23:13 | 1–2            |                                  |             | Játékvezető: Alexie Roshchyn Vonalbírók: Nagy Attila Florian Widmann |
| G. Isrenkov (A. Yotov, R. Morgunov) (PP) – 27:49 | 2–2            |                                  |             |                                                                      |
| | 2–3            | 33:00 – Wang C. (Fu N., Chen L.) |             |                                                                      |
| A. Yotov (G. Isrenkov, S. Muhachev) (PP) – 38:36 | 3–3            |                                  |             |                                                                      |
| R. Morgunov (S. Muhachev) (PP) – 47:52 | 4–3            |                                  |             |                                                                      |
| R. Asenov (S. Muhachev, A. Yotov) (PP) – 49:32 | 5–3            |                                  |             |                                                                      |
| S. Muhachev (A. Yotov, R. Morgunov) (PP) – 52:43 | 6–3            |                                  |             |                                                                      |

| 2012. április 8. 12:00 | Mexikó | 2–0 (0–0, 2–0, 0–0) | Dél-afrikai Köztársaság | Winter Sports Palace, Szófia Nézőszám: 103 |

| Jegyzőkönyv                                                                                   | Jegyzőkönyv                        | Jegyzőkönyv | Jegyzőkönyv | Jegyzőkönyv                                                                   |
| --------------------------------------------------------------------------------------------- | ---------------------------------- | ----------- | ----------- | ----------------------------------------------------------------------------- |
|                                                                                               | Alfonso de Alba Andres de la Garma | Kapusok     | Jack Nebe   | Játékvezető: Vladimir Proskurov Vonalbírók: Mikulash Furnadziev Todor Krastev |
| \| C. Kelo (M. Colas) – 20:54 \| 1–0 \| \| \| R. Chabat (B. Arroyo) (PP) – 31:11 \| 2–0 \| \| |                                    |             |             | Játékvezető: Vladimir Proskurov Vonalbírók: Mikulash Furnadziev Todor Krastev |
| 6 perc                                                                                        | Büntetések                         | 14 perc     |             | Játékvezető: Vladimir Proskurov Vonalbírók: Mikulash Furnadziev Todor Krastev |
| 32                                                                                            | Lövések                            | 26          |             | Játékvezető: Vladimir Proskurov Vonalbírók: Mikulash Furnadziev Todor Krastev |
| C. Kelo (M. Colas) – 20:54                                                                    | 1–0                                |             |             | Játékvezető: Vladimir Proskurov Vonalbírók: Mikulash Furnadziev Todor Krastev |
| R. Chabat (B. Arroyo) (PP) – 31:11                                                            | 2–0                                |             |             | Játékvezető: Vladimir Proskurov Vonalbírók: Mikulash Furnadziev Todor Krastev |

| 2012. április 8. 15:30 | Bulgária | 3–2 (sz.) (1–1, 1–0, 0–1) (h.u.: 0–0) (sz.: 1–0) | Izrael | Winter Sports Palace, Szófia Nézőszám: 1526 |

| Jegyzőkönyv | Jegyzőkönyv    | Jegyzőkönyv                                  | Jegyzőkönyv   | Jegyzőkönyv                                                          |
| --- | -------------- | -------------------------------------------- | ------------- | -------------------------------------------------------------------- |
| | Nikola Nikolov | Kapusok                                      | Jevgeni Gusin | Játékvezető: Michele Gastaldelli Vonalbírók: Rudy Meyer David Perduv |
| \| C. Cvetanov (S. Muhachev) – 04:52 \| 1–0 \| \| \| \| 1–1 \| 12:29 – R. Oz (E. Sherbatov, S. Frenkel) \| \| R. Morgunov (A. Yotov, S. Muhachev) – 34:22 \| 2–1 \| \| \| \| 2–2 \| 46:36 – D. Mazour (S. Frenkel, E. Sherbatov) \| |                |                                              |               | Játékvezető: Michele Gastaldelli Vonalbírók: Rudy Meyer David Perduv |
| M. Martinov A. Yotov S. Muhachev S. Iskrenov | Szétlövés      | D. Mazour R. Oz S. Frenkel E. Sherbatov      |               | Játékvezető: Michele Gastaldelli Vonalbírók: Rudy Meyer David Perduv |
| 10 perc | Büntetések     | 16 perc                                      |               | Játékvezető: Michele Gastaldelli Vonalbírók: Rudy Meyer David Perduv |
| 36 | Lövések        | 43                                           |               | Játékvezető: Michele Gastaldelli Vonalbírók: Rudy Meyer David Perduv |
| C. Cvetanov (S. Muhachev) – 04:52 | 1–0            |                                              |               | Játékvezető: Michele Gastaldelli Vonalbírók: Rudy Meyer David Perduv |
| | 1–1            | 12:29 – R. Oz (E. Sherbatov, S. Frenkel)     |               | Játékvezető: Michele Gastaldelli Vonalbírók: Rudy Meyer David Perduv |
| R. Morgunov (A. Yotov, S. Muhachev) – 34:22 | 2–1            |                                              |               |                                                                      |
| | 2–2            | 46:36 – D. Mazour (S. Frenkel, E. Sherbatov) |               |                                                                      |

| 2012. április 8. 19:00 | Belgium | 8–5 (5–2, 2–0. 1–3) | Kína | Winter Sports Palace, Szófia Nézőszám: 537 |

| Jegyzőkönyv | Jegyzőkönyv    | Jegyzőkönyv                            | Jegyzőkönyv         | Jegyzőkönyv                                                          |
| --- | -------------- | -------------------------------------- | ------------------- | -------------------------------------------------------------------- |
| | Bjorn Steijlen | Kapusok                                | Xie Ming Liu Zhiwei | Játékvezető: Alexei Roshchyn Vonalbírók: Nagy Attila Florian Widmann |
| \| O. Roland (V. Morgan, M. Morgan) – 02:25 \| 1–0 \| \| \| B. Vercammen (L. Maas, J. Raekelboom) – 03:14 \| 2–0 \| \| \| M. Morgan (N. de Herdt) – 04:59 \| 3–0 \| \| \| V. Morgan (M. Morgan, O. Roland) (PP) – 06:37 \| 4–0 \| \| \| \| 4–1 \| 06:52 – Yang M. (Wang C., Liu L.) (PP) \| \| \| 4–2 \| 10:31 – Qu Y. (Zhang H., Wang D.) \| \| O. Roland (B. Torremans, M. Morgan) – 12:22 \| 5–2 \| \| \| O. Roland (N. de Herdt) – 31:07 \| 6–2 \| \| \| L. Maas (O. Roland) – 39:51 \| 7–2 \| \| \| \| 7–3 \| 42:43 – Zhang H. (Zhang W.) (PP) \| \| \| 7–4 \| 44:00 – Zhang W. (Li J.) (PP) \| \| \| 7–5 \| 44:59 – Fu N. (SH) \| \| V. Morgan (M. Morgan, O. Roland) – 56:55 \| 8–5 \| \| |                |                                        |                     | Játékvezető: Alexei Roshchyn Vonalbírók: Nagy Attila Florian Widmann |
| 22 perc | Büntetések     | 18 perc                                |                     | Játékvezető: Alexei Roshchyn Vonalbírók: Nagy Attila Florian Widmann |
| 26 | Lövések        | 38                                     |                     | Játékvezető: Alexei Roshchyn Vonalbírók: Nagy Attila Florian Widmann |
| O. Roland (V. Morgan, M. Morgan) – 02:25 | 1–0            |                                        |                     | Játékvezető: Alexei Roshchyn Vonalbírók: Nagy Attila Florian Widmann |
| B. Vercammen (L. Maas, J. Raekelboom) – 03:14 | 2–0            |                                        |                     | Játékvezető: Alexei Roshchyn Vonalbírók: Nagy Attila Florian Widmann |
| M. Morgan (N. de Herdt) – 04:59 | 3–0            |                                        |                     | Játékvezető: Alexei Roshchyn Vonalbírók: Nagy Attila Florian Widmann |
| V. Morgan (M. Morgan, O. Roland) (PP) – 06:37 | 4–0            |                                        |                     |                                                                      |
| | 4–1            | 06:52 – Yang M. (Wang C., Liu L.) (PP) |                     |                                                                      |
| | 4–2            | 10:31 – Qu Y. (Zhang H., Wang D.)      |                     |                                                                      |
| O. Roland (B. Torremans, M. Morgan) – 12:22 | 5–2            |                                        |                     |                                                                      |
| O. Roland (N. de Herdt) – 31:07 | 6–2            |                                        |                     |                                                                      |
| L. Maas (O. Roland) – 39:51 | 7–2            |                                        |                     |                                                                      |
| | 7–3            | 42:43 – Zhang H. (Zhang W.) (PP)       |                     |                                                                      |
| | 7–4            | 44:00 – Zhang W. (Li J.) (PP)          |                     |                                                                      |
| | 7–5            | 44:59 – Fu N. (SH)                     |                     |                                                                      |
| V. Morgan (M. Morgan, O. Roland) – 56:55 | 8–5            |                                        |                     |                                                                      |